# Buhovețke, Bobrîneț
Buhovețke (în ucraineană Буховецьке) este localitatea de reședință a comunei Buhovețke din raionul Bobrîneț, regiunea Kirovohrad, Ucraina.

## Demografie
Componența lingvistică a localității Buhovețke
     Ucraineană (98,28%)
     Rusă (1,03%)
     Alte limbi (0,69%)
Conform recensământului din 2001, majoritatea populației localității Buhovețke era vorbitoare de ucraineană (98,28%), existând în minoritate și vorbitori de rusă (1,03%).